# Inakadate, Aomori
Inakadate (田舎館村 Inakadate-mura) là một ngôi làng thuộc huyện Minamitsugaru, tỉnh Aomori, Nhật Bản. Tính đến ngày 1 tháng 10 năm 2020, dân số ước tính ngôi làng là 7.326 người và mật độ dân số là 330 người/km2. Tổng diện tích ngôi làng là 22,35 km2.

## Địa lý

### Đô thị lân cận
- Tỉnh Aomori
  - Hirakawa
  - Kuroishi
  - Hirosaki
  - Fujisaki